# Denis Halilović
Denis Halilović (ur. 2 marca 1986 w Slovenj Gradcu) – słoweński piłkarz występujący na pozycji obrońcy.

## Kariera piłkarska
Od 2003 do 2017 roku występował w Rudarze Velenje, NK Celje, Dravie Ptuj, Saturnie Ramienskoje, Willemie II Tilburg, CSKA Sofia, NK Domžale, FC Koper i Yokohamie FC.